# Copa del Mundo de Saltos de Esquí
La Copa del Mundo de Saltos de Esquí es una competencia internacional que se celebra anualmente. Es organizada por la Federación Internacional de Esquí (FIS) desde la temporada 1979/1980.

## Organización
Esta competencia se realiza en la temporada de deportes invernales del hemisferio norte (de noviembre a marzo) en diversas localidades de esquí alpino de Europa, Japón y Corea del Sur. La temporada 2011/2012 fue la primera que incorporó la categoría femenina en el calendario de la Copa del Mundo.
En la categoría masculina cada temporada consta de entre 25 y 30 competencias, usualmente se realizan dos competencias en la misma semana y se utiliza el mismo trampolín. Una competición consiste de una ronda clasificatoria, una primera ronda y una segunda ronda.

### Puntuación
Anteriormente los 10 mejores saltadores de esquí en el ranking de la Federación Internacional de Esquí (FIS), se clasificaban directamente a la primera ronda, mientras que el resto de los competidores luchaban por los restantes 40 lugares. Ahora todos debe competir por la plaza en la clasificación. De los 50 saltadores clasificados, los mejores 30 saltadores de esquí de la primera ronda avanzan a la segunda ronda- La sumatoria de puntos obtenidos en la primera y segunda ronda determina el resultado del evento. Los mejores 30 participantes obtiene puntos para la Copa del Mundo. Al ganador se le otorgan 100 puntos, mientras que el trigésimo en la colocación adquiere solo 1 punto.
| Posición final | 1   | 2  | 3  | 4  | 5  | 6  | 7  | 8  | 9  | 10 | 11 | 12 | 13 | 14 | 15 | 16 | 17 | 18 | 19 | 20 | 21 | 22 | 23 | 24 | 25 | 26 | 27 | 28 | 29 | 30 |
| puntos         |     |    |    |    |    |    |    |    |    |    |    |    |    |    |    |    |    |    |    |    |    |    |    |    |    |    |    |    |    |    |
| -------------- | --- | -- | -- | -- | -- | -- | -- | -- | -- | -- | -- | -- | -- | -- | -- | -- | -- | -- | -- | -- | -- | -- | -- | -- | -- | -- | -- | -- | -- | -- |
| puntos         | 100 | 80 | 60 | 50 | 45 | 40 | 36 | 32 | 29 | 26 | 24 | 22 | 20 | 18 | 16 | 15 | 14 | 13 | 12 | 11 | 10 | 9  | 8  | 7  | 6  | 5  | 4  | 3  | 2  | 1  |

## Ganadores
| Temp.   | Hombres               | Mujeres                |
| ------- | --------------------- | ---------------------- |
| 1979/80 | Hubert Neuper         | —                      |
| 1980/81 | Armin Kogler          | —                      |
| 1981/82 | Armin Kogler          | —                      |
| 1982/83 | Matti Nykänen         | —                      |
| 1983/84 | Jens Weißflog         | —                      |
| 1984/85 | Matti Nykänen         | —                      |
| 1985/86 | Matti Nykänen         | —                      |
| 1986/87 | Vegard Opaas          | —                      |
| 1987/88 | Matti Nykänen         | —                      |
| 1988/89 | Jan Boklöv            | —                      |
| 1989/90 | Ari-Pekka Nikkola     | —                      |
| 1990/91 | Andreas Felder        | —                      |
| 1991/92 | Toni Nieminen         | —                      |
| 1992/93 | Andreas Goldberger    | —                      |
| 1993-94 | Espen Bredesen        | —                      |
| 1994/95 | Andreas Goldberger    | —                      |
| 1995/96 | Andreas Goldberger    | —                      |
| 1996/97 | Primož Peterka        | —                      |
| 1997/98 | Primož Peterka        | —                      |
| 1998/99 | Martin Schmitt        | —                      |
| 1999/00 | Martin Schmitt        | —                      |
| 2000/01 | Adam Małysz           | —                      |
| 2001/02 | Adam Małysz           | —                      |
| 2002/03 | Adam Małysz           | —                      |
| 2003/04 | Janne Ahonen          | —                      |
| 2004/05 | Janne Ahonen          | —                      |
| 2005/06 | Jakub Janda           | —                      |
| 2006/07 | Adam Małysz           | —                      |
| 2007/08 | Thomas Morgenstern    | —                      |
| 2008/09 | Gregor Schlierenzauer | —                      |
| 2009/10 | Simon Ammann          | —                      |
| 2010/11 | Thomas Morgenstern    | —                      |
| 2011/12 | Anders Bardal         | Sarah Hendrickson      |
| 2012/13 | Gregor Schlierenzauer | Sara Takanashi         |
| 2013/14 | Kamil Stoch           | Sara Takanashi         |
| 2014/15 | Severin Freund        | Daniela Iraschko-Stolz |
| 2015/16 | Peter Prevc           | Sara Takanashi         |
| 2016/17 | Stefan Kraft          | Sara Takanashi         |
| 2017/18 | Kamil Stoch           | Maren Lundby           |
| 2018/19 | Ryōyū Kobayashi       | Maren Lundby           |
| 2019/20 | Stefan Kraft          | Maren Lundby           |
| 2020/21 | Halvor Egner Granerud | Nika Križnar           |
| 2021/22 | Ryōyū Kobayashi       | Marita Kramer          |
| 2022/23 | Halvor Egner Granerud | Eva Pinkelnig          |
| 2023/24 | Stefan Kraft          | Nika Prevc             |
| 2024/25 | Daniel Tschofenig     | Nika Prevc             |

## Máximos ganadores

### Hombres
Los esquiadores con dos o más copas del mundo son:
| Nombre                | Años con victorias | Total |
| --------------------- | ------------------ | ----- |
| Matti Nykänen         | 1983-88            | 4     |
| Adam Małysz           | 2001-07            | 4     |
| Andreas Goldberger    | 1993-96            | 3     |
| Stefan Kraft          | 2017-24            | 3     |
| Armin Kogler          | 1981-82            | 2     |
| Primož Peterka        | 1997-98            | 2     |
| Martin Schmitt        | 1999-2000          | 2     |
| Janne Ahonen          | 2004-05            | 2     |
| Thomas Morgenstern    | 2008-11            | 2     |
| Gregor Schlierenzauer | 2009-13            | 2     |
| Kamil Stoch           | 2014-18            | 2     |
| Ryōyū Kobayashi       | 2019-22            | 2     |
| Halvor E. Granerud    | 2021-23            | 2     |

### Mujeres
Las esquiadoras con dos o más copas del mundo son:
| Nombre         | Años con victorias | Total |
| -------------- | ------------------ | ----- |
| Sara Takanashi | 2013-17            | 4     |
| Maren Lundby   | 2018-20            | 3     |
| Nika Prevc     | 2024-25            | 2     |